# ヒラメ筋
| 所在分類: | 骨格筋   |
| 支配神経: | 脛骨神経 |

| 体肢筋     |
| 下肢の筋   |
| 下腿筋     |
| 屈筋群     |
| 下腿三頭筋 |

ヒラメ筋（ひらめきん、英語: soleus muscle）はヒトの下肢の筋肉のひとつ。遅筋線維が著しく優位な抗重力筋のひとつで、足関節の底屈を行う。

ヒラメ筋の位置

腓骨頭と腓骨の後面上部1/3、脛骨のヒラメ筋線および腓骨頭と脛骨の間に張るヒラメ筋腱弓から起こり、強大な停止腱は腓腹筋の停止腱と結合してアキレス腱（踵骨腱）として踵骨隆起で停止する。
宇宙飛行士が無重力空間にて機能低下が進む筋肉のひとつである。